# Open de Macao (squash)
Pour les articles homonymes, voir Open de Macao.
L'Open de Macao est une compétition de squash organisée en septembre, à Macao. Le tournoi se tient chaque année depuis 1997.

## Palmarès

### Hommes
| Année | Champion                                             | Finaliste                                            | Score                                                |                                                      |
| ----- | ---------------------------------------------------- | ---------------------------------------------------- | ---------------------------------------------------- | ---------------------------------------------------- |
| 2020  | annulé en raison de la pandémie de Covid-19 en Chine | annulé en raison de la pandémie de Covid-19 en Chine | annulé en raison de la pandémie de Covid-19 en Chine | annulé en raison de la pandémie de Covid-19 en Chine |
| 2019  | Diego Elías                                          | Omar Mosaad                                          | 11-3, 11-4, 11-9 (38 min)                            |                                                      |
| 2018  | Yip Tsz Fung                                         | Omar Mosaad                                          | 9-11, 6-11, 11-4, 11-5, 11-7                         |                                                      |
| 2017  | Mohamed Abouelghar                                   | Saurav Ghosal                                        | 11-1, 11-4, 11-4                                     |                                                      |
| 2016  | Daryl Selby                                          | Max Lee                                              | w/o                                                  |                                                      |
| 2015  | Max Lee                                              | Fares Dessouky                                       | 11-9, 11-6, 11-0                                     |                                                      |
| 2014  | Tarek Momen                                          | Omar Mosaad                                          | 6-11, 11-5, 11-7, 4-11, 12-10                        |                                                      |
| 2013  | Omar Mosaad                                          | Adrian Grant                                         | 11-8, 4-11, 9-11, 11-9, 11-8                         |                                                      |
| 2012  | Karim Darwish                                        | Mohamed El Shorbagy                                  | 9-11, 11-7, 10-12, 11-4, 11-9,                       |                                                      |
| 2011  | Mohamed El Shorbagy                                  | Thierry Lincou                                       | 11-13, 11-5, 11-5, 11-7,                             |                                                      |
| 2010  | Pas de compétition                                   | Pas de compétition                                   | Pas de compétition                                   |                                                      |
| 2009  | Pas de compétition                                   | Pas de compétition                                   | Pas de compétition                                   |                                                      |
| 2008  | Grégory Gaultier                                     | Karim Darwish                                        | 11-6, 11-9, 11-5,                                    |                                                      |
| 2007  | Pas de compétition                                   | Pas de compétition                                   | Pas de compétition                                   |                                                      |
| 2006  | Pas de compétition                                   | Pas de compétition                                   | Pas de compétition                                   |                                                      |
| 2005  | Pas de compétition                                   | Pas de compétition                                   | Pas de compétition                                   |                                                      |
| 2004  | Pas de compétition                                   | Pas de compétition                                   | Pas de compétition                                   |                                                      |
| 2003  | Pas de compétition                                   | Pas de compétition                                   | Pas de compétition                                   |                                                      |
| 2002  | Pas de compétition                                   | Pas de compétition                                   | Pas de compétition                                   |                                                      |
| 2001  | Ong Beng Hee                                         | Stefan Casteleyn                                     | 15-10, 15-11, 15-4                                   |                                                      |
| 2000  | Omar El Borolossy                                    | Ong Beng Hee                                         | 17-16, 15-10, 17-15                                  |                                                      |
| 1999  | Pas de compétition                                   | Pas de compétition                                   | Pas de compétition                                   |                                                      |
| 1998  | Faheem Khan                                          | Ben Gould                                            | 15-11, 17-15, 15-5                                   |                                                      |
| 1997  | Faheem Khan                                          | Oriol Salvià                                         |                                                      |                                                      |

### Femmes
| Année | Championne                                           | Finaliste                                            | Score                                                |                                                      |
| ----- | ---------------------------------------------------- | ---------------------------------------------------- | ---------------------------------------------------- | ---------------------------------------------------- |
| 2020  | annulé en raison de la pandémie de Covid-19 en Chine | annulé en raison de la pandémie de Covid-19 en Chine | annulé en raison de la pandémie de Covid-19 en Chine | annulé en raison de la pandémie de Covid-19 en Chine |
| 2019  | Annie Au                                             | Low Wee Wern                                         | 11-5, 13-11, 11-8 (48 min)                           |                                                      |
| 2018  | Nouran Gohar                                         | Salma Hany                                           | 11-8, 11-8, 9-11, 11-7                               |                                                      |
| 2017  | Nouran Gohar                                         | Joelle King                                          | 13-11, 11-7, 12-10                                   |                                                      |
| 2016  | Joelle King                                          | Annie Au                                             | 5-11, 11-8, 11-3, 11-9                               |                                                      |
| 2015  | Laura Massaro                                        | Nouran Gohar                                         | 11-8, 11-3, 11-9                                     |                                                      |
| 2014  | Nicol David                                          | Raneem El Weleily                                    | 11-8, 11-2, 11-8                                     |                                                      |
| 2013  | Dipika Pallikal                                      | Rachael Grinham                                      | 12-10 5-11 11-7 11-9,                                |                                                      |
| 2012  | Joelle King                                          | Omneya Abdel Kawy                                    | 11-5, 11-1, 9-11, 6-11, 11-6,                        |                                                      |
| 2011  | Joey Chan                                            | Aisling Blake                                        | 11-8, 11-6, 11-9                                     |                                                      |
| 2010  | Pas de compétition                                   | Pas de compétition                                   | Pas de compétition                                   |                                                      |
| 2009  | Pas de compétition                                   | Pas de compétition                                   | Pas de compétition                                   |                                                      |
| 2008  | Suzie Pierrepont                                     | Samantha Terán                                       | 11-6, 7-11, 11-9, 9-11, 11-4                         |                                                      |
| 2007  | Pas de compétition                                   | Pas de compétition                                   | Pas de compétition                                   |                                                      |
| 2006  | Pas de compétition                                   | Pas de compétition                                   | Pas de compétition                                   |                                                      |
| 2005  | Pas de compétition                                   | Pas de compétition                                   | Pas de compétition                                   |                                                      |
| 2004  | Pas de compétition                                   | Pas de compétition                                   | Pas de compétition                                   |                                                      |
| 2003  | Pas de compétition                                   | Pas de compétition                                   | Pas de compétition                                   |                                                      |
| 2002  | Pas de compétition                                   | Pas de compétition                                   | Pas de compétition                                   |                                                      |
| 2001  | Carol Owens                                          | Stephanie Brind                                      | 9-5, 9-5, 9-0                                        |                                                      |